# 수사 (품사)
수사(數詞, numeral) 또는 셈씨는 사물의 수량이나 순서를 나타내는 말이다.
명사와 대명사와 함께 체언에 속한다. 일반적으로 수사를 양수사(量數詞)[또는 기수사(基數詞)라고도 한다.]와 서수사(序數詞)로 나눈다. 수사는 명사와는 달리 관형어의 꾸밈을 자유롭게 받지 못하며 복수접미사에 의해 복수가 될 수 없다는 특징을 가지고 있다. 단독으로 쓰이거나, 관형사 또는 셀 수 있는 단위를 나타내는 말과 함께 사용된다.

## 주요 언어의 수사
| 언어             | 1          | 2          | 3     | 4      | 5     | 6      | 7      | 8     | 9            | 10         |
| ---------------- | ---------- | ---------- | ----- | ------ | ----- | ------ | ------ | ----- | ------------ | ---------- |
| 한자 표기        | 一         | 二         | 三    | 四     | 五    | 六     | 七     | 八    | 九           | 十         |
| 한국어(고유어)   | 하나       | 둘         | 셋    | 넷     | 다섯  | 여섯   | 일곱   | 여덟  | 아홉         | 열         |
| 한국어(한자어)   | 일         | 이         | 삼    | 사     | 오    | 육(륙) | 칠     | 팔    | 구           | 십         |
| 베트남어(고유어) | một        | hai        | ba    | bốn    | năm   | sáu    | bảy    | tám   | chín         | mười       |
| 베트남어(한자어) | nhất       | nhị        | tam   | tứ     | ngũ   | lục    | thất   | bát   | cửu          | thập       |
| 일본어（고유어） | ひと（ひ） | ふた（ふ） | み    | よ     | いつ  | む     | なな   | や    | ここの       | とお（そ） |
| 일본어（한자어） | いち       | に         | さん  | し     | ご    | ろく   | しち   | はち  | く（きゅう） | じゅう     |
| 중국어（보통화） | yī         | èr         | sān   | sì     | wǔ    | liù    | qī     | bā    | jiǔ          | shí        |
| 스페인어         | uno        | dos        | tres  | cuatro | cinco | seis   | siete  | ocho  | nueve        | diez       |
| 프랑스어         | un, une    | deux       | trois | quatre | cinq  | six    | sept   | huit  | neuf         | dix        |
| 영어             | one        | two        | three | four   | five  | six    | seven  | eight | nine         | ten        |
| 독일어           | eins       | zwei       | drei  | vier   | fünf  | sechs  | sieben | acht  | neun         | zehn       |
| 에스페란토       | unu        | du         | tri   | kvar   | kvin  | ses    | sep    | ok    | naŭ          | dek        |

## 한국어 수사
한국어의 수사는 고유 수사와 한(漢)수사의 두 종류로 나뉘며, 두 수사는 서로 쓰임새를 달리 하면서 공존하고
있다. 고유 수사는 1부터 99까지가 쓰이며, 그 이상의 수는 한수사를 쓴다. 또한 원래 없었던 0도 또한 한수사를 거쳐 받아들였음

## 양수사
수량을 셀 때 쓰는 수사이다.

### 한국어의 양수사
한국어에는 고유어로 된 것과 한자어로 된 것이 있는데, 고유어는 고유어끼리 한자어는 한자어끼리 결합하는 특징이 있다. 많은 고유어 수사들이 한자어 수사에 밀려 사라졌다.
아래 표는 《표준국어대사전》에 등재된 양수사 중 일부이다.
※ ‘0’[영(零)]은 명사이다.
| 수(數) | 수사(數詞)          | 관형사(冠形詞)      | 비율을 나타내는 의존 명사(依存名詞) |
| ------ | ------------------- | ------------------- | ----------------------------------- |
| 10-8   | 사(沙/砂)           | 사(沙/砂)           | 빈칸                                |
| 10-7   | 섬(纖)              | 섬(纖)              | 빈칸                                |
| 10-6   | 미(微)              | 미(微)              | 빈칸                                |
| 10-5   | 홀(忽)              | 홀(忽)              | 빈칸                                |
| 10-4   | 사(絲)              | 사(絲)              | 모(毛)                              |
| 10-3   | 모(毛)              | 모(毛)              | 리(釐/厘)                           |
| 10-2   | 이(釐)              | 이(釐)              | 푼 = 분                             |
| 10-1   | 분(分) = 푼         | 분(分) = 푼         | 할(割)                              |
| 1      | 일(一/壹)           | 일(一/壹)           | 빈칸                                |
| 1      | 하나                | 한                  | 빈칸                                |
| 2      | 이(二/貳)           | 이(二/貳)           | 빈칸                                |
| 2      | 둘                  | 두                  | 빈칸                                |
| 3      | 삼(三)              | 삼(三)              | 빈칸                                |
| 3      | 셋                  | 세·석               | 빈칸                                |
| 4      | 사(四)              | 사(四)              | 빈칸                                |
| 4      | 넷                  | 네·넉               | 빈칸                                |
| 5      | 오(五)              | 오(五)              | 빈칸                                |
| 5      | 다섯                |                     | 빈칸                                |
| 6      | 육(六)              | 육(六)              | 빈칸                                |
| 6      | 여섯                |                     | 빈칸                                |
| 7      | 칠(七)              | 칠(七)              | 빈칸                                |
| 7      | 일곱                |                     | 빈칸                                |
| 8      | 팔(八)              | 팔(八)              | 빈칸                                |
| 8      | 여덟                |                     | 빈칸                                |
| 9      | 구(九)              | 구(九)              | 빈칸                                |
| 9      | 아홉                |                     | 빈칸                                |
| 10     | 십(十)              | 십(十)              | 빈칸                                |
| 10     | 열                  |                     | 빈칸                                |
| 20     | 이십(二十)          | 이십(二十)          | 빈칸                                |
| 20     | 스물                | 스무                | 빈칸                                |
| 30     | 삼십(三十)          | 삼십(三十)          | 빈칸                                |
| 30     | 서른                |                     | 빈칸                                |
| 40     | 사십(四十)          | 사십(四十)          | 빈칸                                |
| 40     | 마흔                |                     | 빈칸                                |
| 50     | 오십(五十)          | 오십(五十)          | 빈칸                                |
| 50     | 쉰                  |                     | 빈칸                                |
| 60     | 육십(六十)          | 육십(六十)          | 빈칸                                |
| 60     | 예순                |                     | 빈칸                                |
| 70     | 칠십(七十)          | 칠십(七十)          | 빈칸                                |
| 70     | 일흔                |                     | 빈칸                                |
| 80     | 팔십(八十)          | 팔십(八十)          | 빈칸                                |
| 80     | 여든                |                     | 빈칸                                |
| 90     | 구십(九十)          | 구십(九十)          | 빈칸                                |
| 90     | 아흔                |                     | 빈칸                                |
| 100    | 백(百) = 일백(一百) | 백(百) = 일백(一百) | 빈칸                                |
| 100    | 온『옛말』          |                     | 빈칸                                |
| 1000   | 천(千) = 일천(一千) | 천(千) = 일천(一千) | 빈칸                                |
| 1000   | 즈믄『옛말』        |                     | 빈칸                                |

#### 고유어로 된 대표적인 양수사
- 하나
- 둘
- 셋
- 열
- 스물
- 온 (한자어의 영향으로 사라졌다. 100을 나타낸다.)
- 즈믄 (한자어의 영향으로 사라졌다. 1000을 나타낸다.)

#### 한자어로 된 대표적인 양수사
- 일(一)
- 이(二)
- 삼(三)
- 사(四)
- 십(十)
- 백(百)
- 천(千)

## 서수사
순서를 나타내는 수사이다.

### 한국어의 대표적인 서수사

#### 고유어로 된 대표적인 서수사
고유어로 된 서수사는 《표준국어대사전》에 독립된 단어로 등재되어 있다. 모든 서수사가 ‘수 관형사’와 형태가 같다. 또한, 1~10을 의미하는 서수사는 ‘수 관형사’와 더불어 ‘명사’와도 형태가 같다. 하지만 11 이상을 의마하는 서수사는 ‘수 관형사’와 형태가 같지만, ‘명사’와는 형태가 다르다.
아래 표는 《표준국어대사전》에 등재된 ‘-째’가 붙은 수사 전부이다.
서수사(차례를 나타내는 말)로 ‘열두째·스물두째·서른두째’ 등 ‘두째’ 앞에 다른 수가 올 때에는 받침 ‘ㄹ’이 분명히 탈락한다. 하지만 ‘둘째’, 그 자체는 ‘ㄹ’이 탈락하지 않는다.
| 수(數)         | 수사(數詞)·관형사(冠形詞)             | 명사(名詞)          |
| -------------- | ------------------------------------- | ------------------- |
| 1              | 첫째                                  | 첫째                |
| 1, 2           | 한두째                                | 빈칸                |
| 2              | 둘째 *두째(틀린 말)                   | 둘째 *두째(틀린 말) |
| 2, 3           | 두세째                                | 빈칸                |
| 3              | 셋째                                  | 셋째                |
| 3, 4           | 서너째                                | 빈칸                |
| 4              | 넷째                                  | 넷째                |
| 4, 5           | 네다섯째 = 너더댓째 = 너덧째 = 네댓째 | 빈칸                |
| 5              | 다섯째                                | 다섯째              |
| 5 정도         | 댓째                                  | 빈칸                |
| 5, 6           | 대여섯째                              | 빈칸                |
| 6              | 여섯째                                | 여섯째              |
| 6, 7           | 예닐곱째                              | 빈칸                |
| 7              | 일곱째                                | 일곱째              |
| 8              | 여덟째                                | 여덟째              |
| 8, 9           | 엳아홉째                              | 빈칸                |
| 9              | 아홉째                                | 아홉째              |
| 10             | 열째                                  | 열째                |
| 10이 조금 넘는 | 여남은째                              | 빈칸                |
| 11             | 열한째                                | 열하나째            |
| 12             | 열두째 *열둘째(틀린 말)               | 열둘째              |
| 20             | 스무째                                | 스물째              |
| 맨 끝          | 빈칸                                  | 말째(末-)           |

#### 한자어로 된 대표적인 서수사
한자어로 된 서수사는 《표준국어대사전》에 독립된 단어로 등재되어 있지 않다. 다만, ‘제일’(第一)만 홀로 명사·부사로 등재되어 있다.
《표준국어대사전》에 따르면,
```
제-
22
(第)
「접사」
((대다수 한자어 수사 앞에 붙어))
‘그 숫자에 해당되는 차례’의 뜻을 더하는 접두사.
```

라는 접두사가 존재한다. 따라서 ‘제-’(第)를 ‘한자어 수사’[예: ‘일’(一)·‘이’(二)·‘삼’(三) 따위] 앞에 붙여 서수사를 만들 수 있다.
- 제일(第一)
- 제이(第二)
- 제삼(第三)

## 같이 보기
- 수분류사